# 4637 Одоріко
4637 Одоріко (4637 Odorico) — астероїд головного поясу, відкритий 8 лютого 1989 року.
Тіссеранів параметр щодо Юпітера — 3,492.